# Robinsia catherinae
Robinsia catherinae är en fiskart som beskrevs av Böhlke och Smith, 1967. Robinsia catherinae ingår i släktet Robinsia och familjen Chlopsidae. Inga underarter finns listade i Catalogue of Life.